# Provincia de Tarata
La provincia de Tarata es una de las cuatro que conforman el departamento de Tacna en el sur del Perú. Limita por el norte con la provincia de Candarave y la provincia de El Collao (departamento de Puno), por el este con Bolivia y por el sur y por el oeste con la provincia de Tacna.
Su capital es la ciudad de Tarata. Su historia prehispánica está ligada a los pueblos de la meseta del Collao. En su etapa republicana, la provincia fue ocupada por el Ejército chileno durante la guerra del Pacífico y permaneció bajo administración chilena, como departamento y comuna, hasta el 1 de septiembre de 1925, cuando fue devuelta al Perú gracias al laudo de Calvin Coolidge, presidente de los Estados Unidos.
Destacan en su geografía los valles interandinos, la puna y la cordillera Barroso, de origen volcánico. Las fiestas tradicionales más extendidas en la provincia son los carnavales y la Fiesta de las Cruces, además de las fiestas patronales de cada distrito. Las costumbres en la provincia pueden ser mestizas e indígenas, en este último caso predominan la mitología y los ritos aimaras mezclados con la iconografía católica.

## Toponimia
Según el historiador Fortunato Zora Carvajal, sobre la etimología del nombre de Tarata, existen varias interpretaciones que tienen relación con los orígenes del pueblo. Rómulo Cuneo Vidal propuso que el nombre provenía de la tara y que los mitimaes de Pomata le agregaron -ta que indica lugar, ya que en este lugar existen muchos taratales o bosques de tara, árbol indígena cuyos frutos se usan en la curtiembre. Se dice igualmente que Tarata proviene de tarayata, palabra aimara que significa 'lugar frígido o helado'.
Por otra parte, el arqueólogo Jesús Gordillo Begazo narra en una de sus publicaciones que parece ser que el nombre de Tarata se deriva de las voces aimaras tha que significa 'bifurcadero', ahra, 'desatar', y ta, 'lugar'; es decir, 'lugar de bifurcación de un camino'. Efectivamente, a la altura del distrito de Ticaco de la misma provincia, se unen dos viejos caminos: uno, viene desde el altiplano pasando por las cuencas de las lagunas Loriscota y Vilacota, y continúa por los valles de Susapaya, Sitajara y Challaguaya hasta llegar a Ticaco; y el otro, previo paso por la apacheta de Livini, ubicada a más de 4500 m s. n. m., baja abruptamente por la quebrada de Caparaja. El camino se enrumba hacia el suroeste, cruza el poblado y los frondosos sembríos de maíz y papas de Tarata, y se vuelve a bifurcar rumbo al valle de Tacna y cuenca del río Sama. El paso de estos caminos por importantes sitios arqueológicos de la época inca como Canamarca, Huancarane, Callanca de Qhile, Capanique, Santa María, Sama la Antigua y otros nos permite sostener que la ruta aludida formó parte importante del sistema vial Inca rumbo a los llanos costeros del occidente.

## Historia de Tarata

### Prehistoria

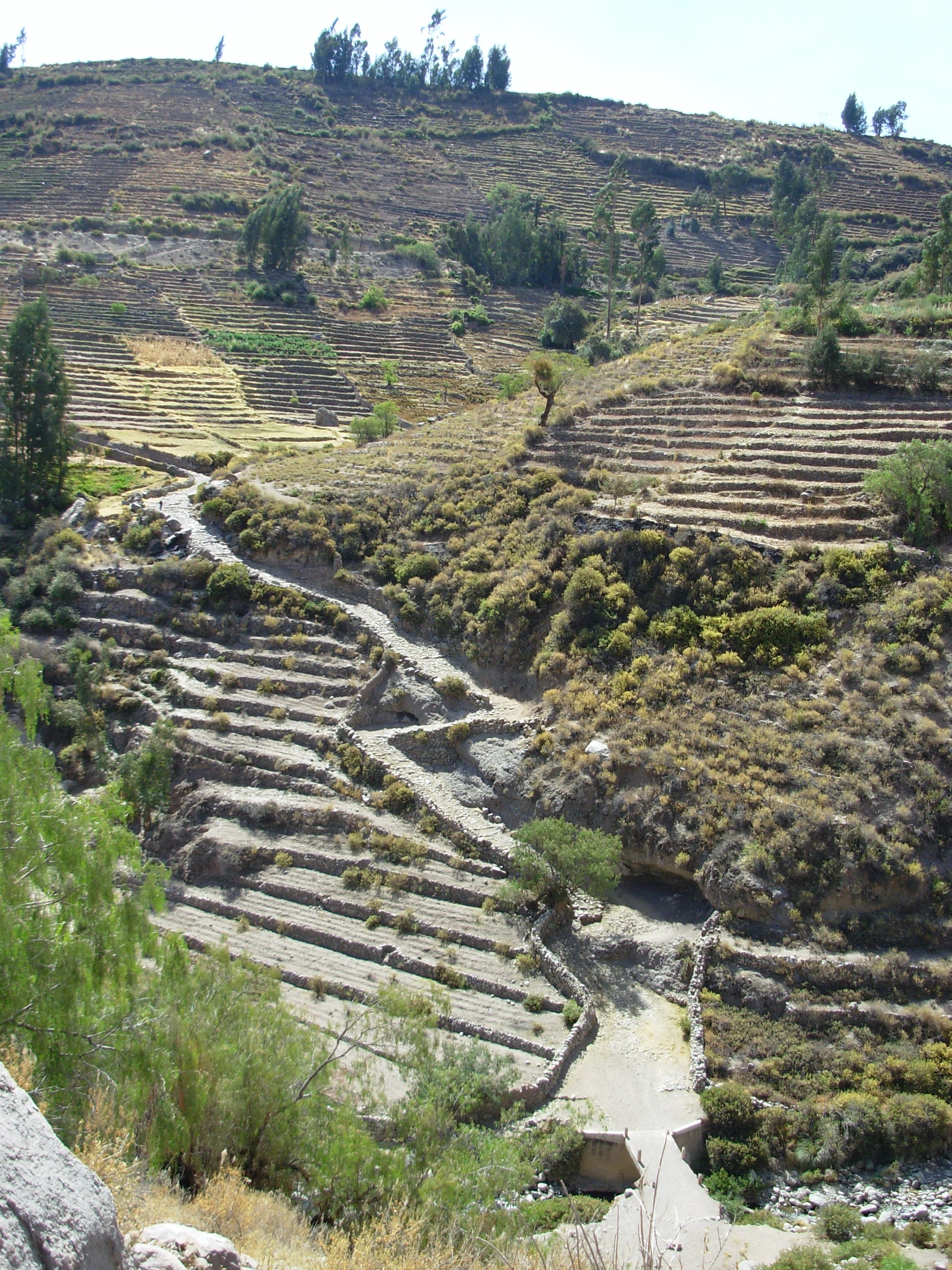
La zona de Tarata tiene una larga data histórica y los vestigios de ese pasado están aún visibles y funcionales. En la foto, andenería preinca y parte del camino inca en las cercanías del pueblo de Tarata.

Trabajos arqueológicos de Rogger Ravines en la cueva de Karu demuestran un poblamiento temprano de la zona de Tarata, posiblemente hacia el 7000 a. C., en tanto que el asentamiento humano más antiguo descubierto en la provincia sería el sitio de Kano, ubicado a pocos kilómetros de la ciudad de Tarata, contemporáneos a este sitio serían los petroglifos y las pinturas rupestres encontradas.
En el caso de las pinturas rupestres, estas se encuentran exclusivamente en las grutas o cuevas, los antiguos tarateños plasmaron sus dibujos utilizando mayormente el color rojo utilizando arcilla ocre aunque existen también en menor medida pinturas pintadas con ocre amarillo. Destacan las pinturas rupestres de Sitajara, Susapaya y Talabaya.
Los petroglifos destacan por su representación de la fauna local, escenas de caza o figuras geométricas como círculos o espirales; la interpretación de éstos dibujos en algunos casos resulta difícil pues la cosmovisión del hombre prehistórico no era igual a la del hombre andino moderno. Existen campos de petroglifos en Sujilbaya, Koropuro, Qhanajiri y Mocara, también se pueden hallar petroglifos Estique-pampa y Ticaco.

### Periodo preínca: Tiahuanaco y los reinos aimaras
Hacia inicios de nuestra era se inicia la influencia de la cultura tiahuanaco en los valles de la provincia de Tarata; la cultura Tiahuanaco tenía su centro en la meseta del Collao, específicamente en la ciudad de Tiwanaku a más de 170 km al noreste de Tarata. Esta cultura poseía un gran conocimiento sobre las técnicas agrícolas y un sistema religioso complejo.
A la caída de la cultura Tiahuanaco, fueron los reinos aimaras quienes tuvieron la mayor influencia en la zona, tanto así que actualmente Tarata pertenece a la región aimara del sur de Perú, en ella habitaron los aimara Lupaqhas o Lupaca, cuyo recuerdo perdura aún, en nombres de lugares y en los apellidos de las gentes. La llegada de los Lupaqha se dio a principios del Período Intermedio Tardío, aproximadamente entre los 1100 y 1200 d. C. Su presencia fue predominante hasta la conquista inca y la anexión del territorio al Tawantinsuyo.
Rómulo Cúneo Vidal afirma que los aimaras que habitaron Tarata, Putina y Sama provinieron de la localidad de Pomata, ribereña del lago Titicaca, que junto con Chucuito, Juli, Ilave, Acora, Zepita y Yunguyo, formaban el gran cacicazgo aimara de Chucuito. Incluso durante la colonia los caciques de Pomata, Tarata, Putina y Sama eran los Champilla y así fueron hasta 1625. Durante el resto de la colonia, los antiguos linajes Lupaqa de Tarata recuperaron su autonomía por sobre los caciques del altiplano.

### Imperio inca
La presencia inca, queda testimoniada por la presencia de varios asentamientos incas, pero sobre todo por el camino inca que atraviesa en diferentes sentidos la provincia. No obstante, la vital cultura aimara, lograría sobrevivir al dominio inca, llegando hasta nuestros días con su idioma y sus costumbres.
Los incas llegan a Tarata a mediados del siglo XV, anexándolo al imperio y denominando yunka a su territorio. Los incas organizaron territorialmente a los pueblos de Tarata, testimonio de ello quedan hasta la actualidad dos organizaciones de riego denominadas Lupaqa, al sur del río Chacavira, y Yunka al norte del río Chacavira.
El ingreso de la cultura incaica indica un reordenamiento del poder y la organización política. El territorio de Tarata fue incluido dentro de una división territorial denominada Kolisuyu y que abarcaba desde Camaná hasta San Pedro de Atacama.
La arquitectura incaica se ve reflejada en la construcción de diversos asentamientos en toda la provincia, uno de los mejor conservados es el complejo arqueológico denominado actualmente Santa María, ubicado a poca distancia del actual pueblo de Tarata. Se trataría de un tambo incaico adjunto al Qhapaq Ñan o camino real de los incas que ocupa un área de 4 000 m² (longitud de 100 x 40) ubicado a 3082 m s. n. m.; Santa María está ubicado al borde de un barranco y cuenta con hornacinas trapezoidales características de la cultura incaica. El complejo en general cuenta con habitaciones, terrazas de cultivo y una calle interna.
El tramo del camino inca por la provincia de Tarata es una huella innegable del paso de ésta civilización por la región, comunicando los diversos pisos ecológicos existentes en la provincia y sirviendo para el transporte de la población tarateña incluso hasta el siglo XX. El camino en Tarata fue un medio importante para la integración total de la zona al imperio incaico y el intercambio de productos agrícolas. En Tarata existe un camino longitudinal incaico que uno los pueblos de Estique, Tarata, Ticaco, Sitajara y Susapaya, este camino continúa hacia la provincia de Candarave; existen también otros tramos transversales que salen de este camino longitudinal y que comunican a Tarata con poblados de la costa y la meseta del Collao.
Adjunto al camino inca que atraviesa la provincia de Tarata, también destaja un tambo llamado Chajlaka, ubicado en el pueblo de Sitajara.

### Época colonial
Durante la colonia, Tarata fue un importante centro indígena, como lo muestran sus iglesias y demás construcciones coloniales. La fundación del pueblo original data del 3 de enero de 1741. En los primeros años del siglo XIX, Tarata ingresaría por todo lo alto a la historia del Perú, pues fue aquí, de donde, cientos de indios tarateños, bajo el mando del valeroso cacique Kopaja, marcharon hacia Tacna para apoyar al prócer Francisco de Zela en su levantamiento contra el dominio hispano. La ayuda indígena tarateña fue determinante y Zela logró su cometido, mas no pudo sostenerse, siendo la revolución violentamente aplastada. Pagando con su vida y libertad los líderes. Esa revolución precursora dio motivo para que, años más tarde, la naciente república peruana le diera a Tacna el título de ciudad heroica y a Zela se le reconociese como precursor de la independencia del Perú. Habiendo caído en el olvido la gesta del cacique Kopaja y sus bravos, y el aporte indiscutible de Tarata a la libertad del Perú.

### Época republicana

Provincia de Tacna, Chile entre 1911 y 1921 durante la existencia del departamento de Tarata.

Fue el libertador Simón Bolívar quien decreta la creación del distrito de Tarata en 1824, posteriormente Manuel Pardo promulga la creación de la provincia de Tarata el 12 de noviembre de 1874, en esta creación de la provincia se señalaban como distritos de la provincia de Tarata a: Estique, Tarucachi, Ticaco y Candarave.
Durante la época republicana, en 1880, Tarata fue ocupada por las tropas chilenas durante la guerra del Pacífico (1879-1883). Y pasó a formar parte de la administración de Chile hasta el 1 de septiembre de 1925, la cual integró lo que fue la provincia chilena de Tacna hasta su fecha de entrega al Perú.

#### Reincorporación de Tarata al Perú

Mapa explicativo de la cuestión de Tacna y Arica, y su posterior solución, este incluye el caso particular de Tarata.

La entrega del departamento chileno de Tarata sucedió el 1 de septiembre de 1925. El acto de entrega se realizó en la plaza central de la localidad de Tarata y fue presidido por los delegados, el Generalísimo John Pershing, representante de Estados Unidos, Agustín Edwards, representante de Chile y Manuel de Freyre Santander representante de Perú.
A las diez de la mañana en la plaza de la localidad de Tarata, el delegado chileno Agustín Edwards manifestó:

En cumplimiento del fallo del arbitrio y ejerciendo la facultad que me ha concedido el Presidente de la República de Chile, en este acto hago entrega a la República Peruana, que vuestra excelencia representa, de la parte del territorio de la provincia de Tarata, que ha estado en posesión de la República de Chile y a que se refiere el acta que acabamos de suscribir.

Por su parte el delegado peruano Manuel de Freyre Santander manifestó: 

En cumplimiento del fallo del arbitrio y ejerciendo las facultades que me ha concedido el Presidente de la República del Perú, en este acto y en nombre de la República del Perú, recibo de la República de Chile, que vuestra excelencia representa, la parte del territorio de la provincia de Tarata, que ha estado en posesión de la República de Chile y ha que se refiere el acta que acabamos de suscribir.

De esta manera culminaron cuarenta y dos años de administración chilena de la provincia de Tarata.
LUGARES TURISTICOS
- Camino Inka: Este es un sendero histórico que probablemente fue utilizado por los incas. Recorrerlo te lleva a través de hermosos paisajes y te permite experimentar parte de la rica historia de la región.Camino INKA

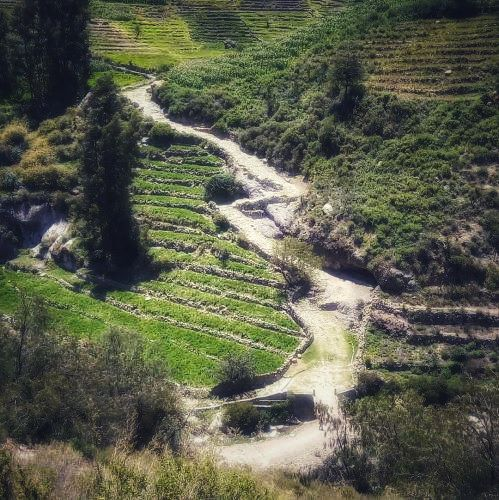
Camino INKA

- Cuevas de Qalaqala: Estas cuevas son un destino intrigante para los amantes de la aventura y la historia. Ofrecen la oportunidad de explorar formaciones rocosas únicas y posiblemente descubrir arte rupestre antiguo.cuevas de qalaqala

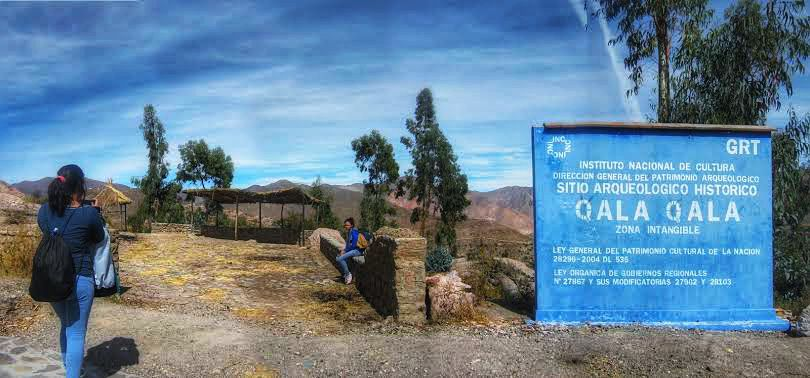
cuevas de qalaqala

- Iglesia de San Benedicto: Esta iglesia es un hito importante en Tarata y una muestra impresionante de la arquitectura colonial. Su diseño y detalles arquitectónicos son dignos de admiración, y su historia agrega profundidad a su visita.iglesia de tarata

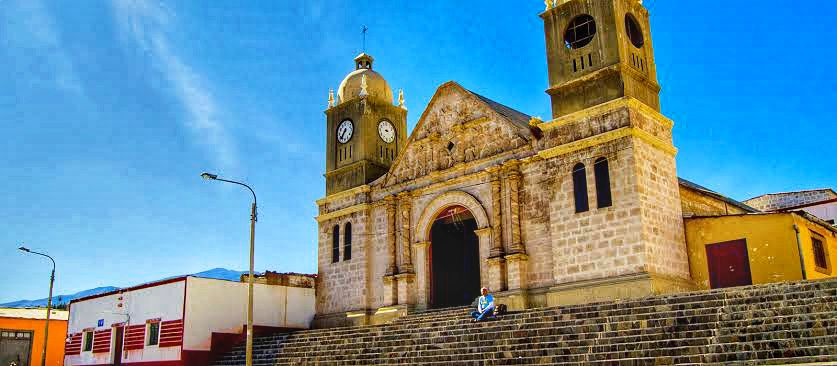
iglesia de tarata

#### 1.º de septiembre
El 1 de septiembre es una fecha que conmemora la reincorporación de la provincia de Tarata a la República Peruana, y toma el carácter de día jubilar de la localidad.

En la ciudad de Tarata, se denomina el cautiverio de Tarata a los cuarenta y dos años de administración chilena de la provincia, por esta razón la celebración del 1 de septiembre tiene matices históricos como el ingreso a caballo de autoridades. Esta cabalgata representa a las nuevas autoridades que llegaron procedentes de la provincia de Candarave el día de la reincorporación.
Hacia el lado del río Ticalaco, por el camino polvoriento se asoma la cabalgata, más de cincuenta jinetes que integran la comitiva de las nuevas autoridades, procedentes de Candarave, capital provisional de la provincia reintegrada. Encabeza la comitiva: Humberto Luque, Sub-Prefecto de la provincia; Eleodoro segundo Vega, Juez de Primera Instancia; el comandante Manuel M. Forero, Jefa del regimiento «Húsares de Junín N°1»; Ernesto Luque, Diputado Regional de Tarata, varios maestros y público en general.
Otra de las actividades importantes durante la celebración del 1 de septiembre, es la procesión de la bandera peruana por las calles de la ciudad alzada en las manos de las mujeres tarateñas, quienes durante el recorrido entonan cánticos seguidos por el pueblo tarateño. La primera procesión de esta bandera fue realizada el mismo 1 de septiembre de 1925 con una bandera que fue entregada por el doctor León Vega quien era diputado por la provincia de Tarata.

## Gobierno y administración provincial
La provincia de Tarata se divide en ocho distritos, cada uno gobernado por un alcalde, el alcalde de la provincia de Tarata gobierna sobre el distrito de Tarata y es elegido por voto popular para gobernar por un período de cuatro años. Además, la provincia de Tarata cuenta con un representante en el concejo regional de Tacna, que también es elegido por voto popular, ésta autoridad se denomina consejero regional y es elegido por un período de cuatro años.
- Tarata
- Estique
- Estique Pampa
- Héroes Albarracín (antes Chucatamani)
- Sitajara
- Susapaya
- Tarucachi
- Ticaco

## Autoridades

### Regionales
- Consejero regional
  - 2019-2022:[5] Arnold Elvis Condori Cutipa (Frente Esperanza por Tacna)

### Municipales
| José Luis Ticona Sanjinez  | Movimiento Independiente Regional Tacna Unida  | 2007 |
| Dafnes Roberto Pérez Palza | Acción Popular                                 | 2011 |
| Efraín Caso Páucar         | Movimiento Regional Arriba Tacna               | 2015 |
| Pascual Cusi Suyor         | Movimiento Independiente Regional Fuerza Tacna | 2019 |
| Ing. Keny Menéndez Copaja  | Fuerza Tacna                                   | 2022 |

- 2022-2025[6]
  - Alcalde: Ing. Keny Menéndez Copaja, de Fuerza Tacna
  - Regidores:

  1. Pascual Ticona Nina (Arriba Tacna)
  2. Shendi Nori Apaza Nieto (Arriba Tacna)
  3. Roque Eleuterio Cutipa Ninaja (Arriba Tacna)
  4. Silberio Flores Paco (Arriba Tacna)
  5. Freddy Jorge Roque Cosi (Vamos Perú)

## Medio natural

### Localización
La provincia de Tarata se encuentra al noreste del departamento de Tacna, encaramada en un tramo de la cordillera de los Andes denominado localmente cordillera Barroso, geográficamente está dividida entre dos cuencas fluviales: la cuenca alta del río Sama que forma parte de la vertiente del Pacífico y la cuenca del río Maure que forma parte del sistema TDPS, que es un sistema hídrico endorreico distribuido en la meseta del Collao.
| Noroeste: Provincia de Candarave | Norte: Provincia de El Collao | Noreste: Provincia de El Collao |
| Oeste: Provincia de Candarave    |                               | Este: Bolivia                   |
| Suroeste Provincia de Tacna      | Sur: Provincia de Tacna       | Sureste: Provincia de Tacna     |

### Relieve

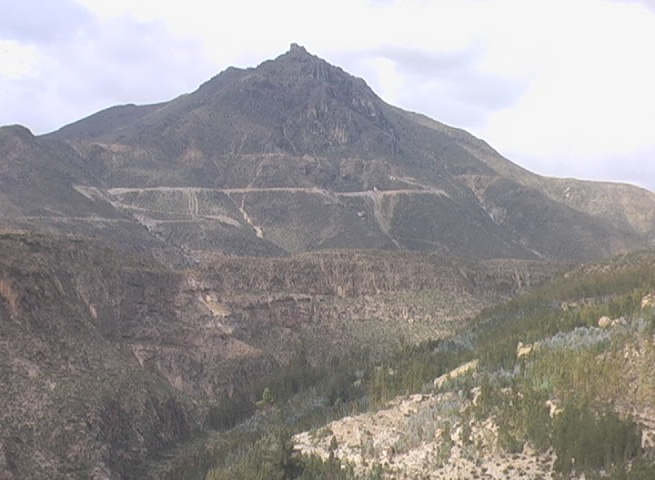
Cerro Quequesane en la provincia de Tarata, visto desde Estique

La provincia de Tarata es dividida en dos por un segmento de la cordillera occidental de los Andes que se denomina localmente como cordillera Barroso, esta cordillera tiene como mayor elevación al nevado Barroso que en el pico Antajave alcanza los 5742 m s. n. m., (otros picos del nevado Barroso son el Achacollo, Coruña, Casiri, Iñuma y Antajave).

### Fauna y flora
La provincia de Tarata abarca diversos pisos ecológicos que van desde los 1800 m s. n. m., a la altura de Chipispaya, hasta los 5600 m s. n. m. del nevado Barroso; por esta razón posee una rica fauna y flora andina. Ella está representada desde tiempos inmemoriales en los diseños indígenas en petroglifos, textiles, cerámica y madera.
Entre los mamíferos nativos podemos mencionar al puma (Puma concolor), al wanako o guanaco (Lama guanicoe), a la wikuña o vicuña (Vicugna vicugna), a la taruka o venado andino (Hippocamelus antisensis), a la achoqalla (comadreja), al añas o zorrillo (Conepatus chinga).
La avifauna nativa está representada por el suri (Rhea pennata) que es el pariente andino del avestruz, el kunturi o cóndor (Vultur gryphus), el mamani o halcón, el k’illi o cernícalo (Falco sparverius), kukuli o paloma cuculi (Zenaida meloda), chiwanko, pichuncho, chirijoña, jilguero, loro, chate, además de varias especies de picaflores o colibríes.
Tanto el wanako como el suri se hallan hoy en peligro de extinción, ello se debe a la caza indiscriminada de la que han sido objeto. El suri tiene hoy una población de poco más de trescientos individuos en el Perú, localizada en el extremo sur peruano. Es muy buscado por sus grandes huevos que son consumidos y por sus plumas, que son usadas en los atuendos que usan los danzantes aimaras. El wanako ha sido cazado casi exclusivamente por su carne y por cazadores deportivos. Para ellos existe un programa de rescate, puesto en marcha, hace ya cierto tiempo, por el Gobierno Regional de Tacna, del cual se espera, logrará estabilizar a las poblaciones e iniciar su recuperación.
Dentro de la macroflora, podemos mencionar a los siguientes árboles: sauce, molle (Schinus molle), aliso, chalsa y wakano. En la puna, existen la qeñuwa (Polylepis) y arbustos como kachi kachi o cantuta (Cantua buxifolia), que es el árbol ornamental de la zona; chachakuma, altamisa, kowa (sirve como incienso) y chare. Además de plantas como raki raki (helecho), ortiga, yojasi, chiñe, cortadera, tauja, chiri chiri (utilizado por los lugareños para aliviar el reumatismo), muña (utilizado por los lugareños para aliviar dolores estomacales). Cactus como qoniña, el ayrampu (usado como colorante y remedio), sankayo (comestible y remedio contra la bilis), calzonaso y la espina de perro. Muchos de ellos son intensamente usados en la construcción de casas, la medicina natural, adornos o forman parte del folklore regional, en creencias y danzas.

## Demografía
La provincia de Tarata cuenta con una población de 7805 habitantes aproximadamente, de los cuales 4017 son varones y 3788 son mujeres.
Según el censo nacional del 2007, del total de habitantes en la provincia el 79.75 % dice profesar el catolicismo, mientras que un 17.07 % practica otras religiones y un 3.18 % dice no profesar ninguna religión.

## Actividades económicas

### Agricultura
La agricultura fue la principal fuente de riqueza y ocupación del pueblo tarateño desde sus primeros pobladores. Lo accidentado de su suelo, no permite tecnificar la agricultura, en cuanto a instrumentos de labranza modernos, de ahí que predomina el uso de herramientas simples; como la pala, barreta, arado de madera y hierro jalado por yunta de bueyes: como también la Chaquitaclla, de origen incaico.
Los cultivos, siembras y cosechas están regidos por las variaciones del clima y el cambio de estaciones que coinciden con el periodo de lluvias.
El carácter agrícola de los tarateños desde antes de la conquista los llevó a cultivar terrenos, que para el hombre actual, resultaría demasiado costoso y sumamente dificultoso. En aquellos tiempos, resolvieron simultáneamente problemas, como la erosión, la escasez de agua y la retención de la fertilidad con la construcción y conservación de los andenes.
En los valles predomina el cultivo de árboles frutales, por el clima semicálido. La altalfa se cultiva en toda la provincia.
El cultivo de los productos agrícolas tiene diversas labores culturales, la limpieza del terreno; al poco tiempo se riega, pasado cuatro o cinco días se labra la tierra ya sea con arado o con picotas, una vez labrada la tierra se procede a sembrar.
La agricultura es la base fundamental de la economía de Tarata. Prueba de ello, es la gigantesca red de andenes, que suman varios miles de hectáreas. Dichos andenes, de remoto origen prehispánico, siguen siendo utilizados actualmente, aun cuando el límite máximo de riego haya bajado por la disminución de la población durante la colonia y se haya suscitado cambios climáticos. En ellos se cultiva: maíz, papa, habas, arvejas, zapallos, lacayote (calabaza), zanahoria. Hasta hoy, junto a elementos como la pala y la barreta, se usan
En la parte baja, más cálida se siembran frutas, como pera, durazno, manzana, ciruela, membrillo, fresas. En la parte altoandina, se siembra papa negra, cebada, la kinwa, etc.
Recientemente, se ha introducido con gran éxito el cultivo del orégano, que se ha adaptado muy bien y rinde en promedio dos cosechas al año. Este producto de exportación es comercializado, casi exclusivamente hacia Chile, de donde reelaborado, es enviado a diversas partes del mundo. Su producción ha implicado una sensible mejoría en el nivel de ingreso económico del campesinado tarateño.

### Ganadería
Otro de los rubros importantes de la economía de Tarata es la ganadería, esta actividad se practica de dos formas: denominadas ganadería del valle y ganadería alto andina. La ganadería del valle está comprendida por vacunos, caprinos, ovinos y equinos; esta ganadería se basa en la crianza del ganado a base de alfalfa u otros forrajes. La producción ganadera del valle es generalmente para la obtención de carne y derivados lácteos.
En la zona altoandina, en cambio, la ganadería la constituyen las alpacas, llamas y ovinos, y se crían para la obtención de fibras y lana. En la ganadería de camélidos de Tarata, destacan dos variedades que son la alpaca «wakaya» de fibra corta y la alpaca «suri» de fibra larga.

### Turismo
El turismo en Tarata se desarrolla en el año 2007 con proyecto Implementación del Circuito Turístico Santa María Tarata, formulado por David Rendón de la Universidad Privada de Tacna bajo la gestión del alcalde Luis Ticona Sanjines y Cooperación Suiza, el proyecto comprendió:
—  el puente de palo
—  la creación del Museo Municipal

#### Los atractivos de Tarata
— plaza Cívica
—  Camino Inca
—  Santa María
—  cuevas de Qala Qala
—  mirador la Apacheta
—  Iglesia de Tarucachi
—  Piedra del Matrimonio o Tata Cura
—  baños termales de Ticaco

## Cultura

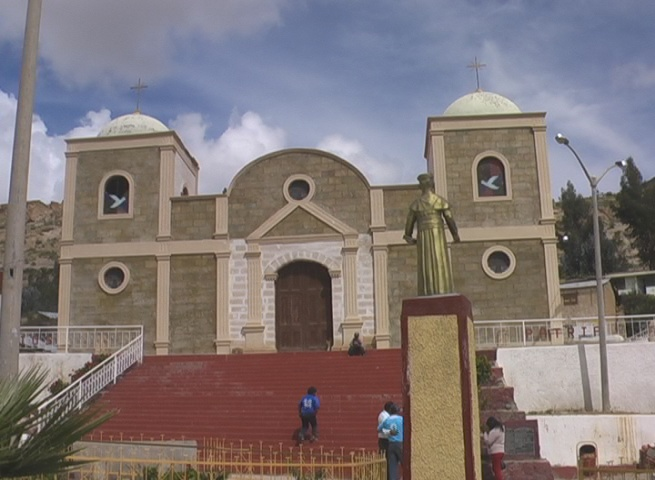
La religión católica es la más extendida en la provincia de Tarata, en la foto el templo católico del pueblo de Estique.

### Religión andina en Tarata
Junto con la religión católica, pervive en Tarata la vieja religión andina, centrada hoy, fundamentalmente, en la invocación y pago a las fuentes de agua, ya sean nevados, lagunas o puquiales (manantiales). A ellas se rinde homenaje en determinadas fechas con participación masiva de la población, pues entienden que las deidades que habitan las fuentes de agua deben ser satisfechas con el debido homenaje y sacrificio de animales escogidos por su calidad, para que en retribución brinden agua en abundancia y se puedan regar las chacras (campos de cultivo), en una región donde la base de la economía es netamente agraria desde tiempo inmemorial.
En las fiestas centrales, se acude tanto al cerro tutelar como a la laguna sagrada, ubicados en las partes altas, donde nacen las aguas que alimentan los canales de riego de las chacras ubicadas en el valle. Allí, en medio de ceremonias dirigidas por especialistas religiosos, y ante la atenta mirada de los pobladores, se sacrifican llamas macho de gran calidad, sus corazones se queman y su sangre se arroja con unción, a las fuentes de agua. En dichas ceremonias se realizan “mesas”, es decir sacrificios de objetos que se estima, agradarán a las divinidades, tales como incienso, licor, fetos de llamas, representaciones de oro y plata, coca. Los que reunidos en un manto, son alcanzados como ofrenda. Esta religión andina, tras casi cinco siglos de presencia occidental, no se ha podido librar de recibir algunas influencias del catolicismo, como la inclusión de rezos, tales como el padrenuestro y el avemaría o por ejemplo, la incorporación a nivel local, del nombre de la Virgen María, al importante elemento de la nevada, de carácter femenino, a quien se le denomina Khunu Maria (María Nevada).
No obstante dicha influencia, el culto de neto origen prehispánico es vigoroso y mayoritario. La influencia no ha sido unidireccional, sino en ambos sentidos. La religión católica también ha sido influida por la andina, y eso se aprecia en las fiestas de las Cruces. En ellas se adora a la cruz, que generalmente está ubicada en algún punto alto o cerro. Esas cruces fueran plantadas en su origen, hace siglos, por los sacerdotes, sobre antiguas Wakas para aclamar la supremacía cristiana, pero el indígena adoró no la cruz, sino a la deidad que habitaba la Waka, bajo el pretexto de adorar la cruz. La fiesta de las cruces actuales, son un testimonio, entre varios del sincretismo religioso que en Tarata, como en el resto del Perú, se puede observar.
Sin embargo, hoy en día con el aumento de la religión evangélica en la zona, está retrocediendo también la religión andina y sus tradiciones, ya que los pastores y predicadores evangélicos no toleran ni la religión andina ni el sincretismo, predicando contra estas prácticas para denominarlas como idolatrías, basándose en pasaje bíblico de Éxodo 20:4-6. Por lo que sus adeptos, que cada día aumentan en número, pudieran estar apartándose de sus ancestrales ritos.